# 参比电极
参比电极是具有稳定且已知的电极电势的电极。 电池中发生的整体化学反应由两个独立的半反应组成，它们描述了两个电极上的化学变化。 为了关注工作电极上的反应，参比电极采用氧化还原反应每个参与者的恒定（缓冲或饱和）浓度进行标准化。